# Frank Fitzsimmons

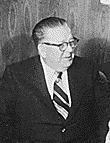
Frank Fitzsimmons (1973)

Frank Edward Fitzsimmons (* 7. April 1908 in Jeannette, Pennsylvania; † 6. Mai 1981 in San Diego, Kalifornien) war ein US-amerikanischer Gewerkschaftsführer und bis zu seinem Tod Präsident der Transportarbeitergewerkschaft International Brotherhood of Teamsters.

## Biografie
Frank Fitzsimmons wurde im April 1908, in Jeannette (Pennsylvania), als Sohn von Frank und Ida May Fitzsimmons geboren. Sein Vater war Bierbrauer und zog nach Detroit, Michigan im Jahre 1924. Nachdem sein Vater ein Jahr später an einem Herzinfarkt gestorben war, musste Fitzsimmons 17-jährig die Highschool verlassen, um für die Familie zu sorgen. Zwischen 1932 und 1935 war er Busfahrer, bis er Truckerfahrer wurde. Er trat der Gewerkschaft bei und freundete sich mit Jimmy Hoffa an.
Fitzsimmons war zunächst Vizepräsident der „Teamsters“ unter Jimmy Hoffa und damit stellvertretender Präsident, als dieser 1967 inhaftiert wurde.
Er war ein guter Freund von Richard Nixon, der 1968 US-Präsident geworden war, und soll mit Hilfe der Cosa Nostra eine Millionenspende für dessen Wahlkampf organisiert haben.
Hoffa war auf Grund seiner Verurteilung zu 13 Jahren Haft von den Teamsters eigentlich als „Präsident auf Lebenszeit“ ernannt worden, doch als er 1971 durch Nixon vorzeitig aus der Haft entlassen wurde, geschah dies nur unter der Bedingung, sein Amt niederzulegen und es zehn Jahre lang nicht wieder anzustreben.
Als Boss war Fitzsimmons offenbar für die Mafia und die führenden „Teamsters“ bequemer als der bereits vorbelastete und vielwissende Hoffa, welcher sich nicht an die Abmachung hielt und Stimmen gegen Fitzsimmons sammelte, der 1973 offiziell Präsident der Teamsters geworden war. Fitzsimmons gelang es dagegen, den Ziehsohn und engen Freund von Jimmy Hoffa, Charles „Chuckie“ O’Brian, auf seine Seite zu ziehen. Dazu kam auch noch der ehemalige Leibwächter und Vertraute Hoffas Rolland McMaster, welcher die Pro-Hoffa-Fraktion auch mit Gewalt bekämpfte.
Am 30. Juni 1975 verschwand Hoffa spurlos, und obwohl Fitzsimmons ebenfalls verdächtigt wurde, an dem vermutlichen Mord bzw. der Verschwörung beteiligt zu sein, ging er völlig unbelastet aus den Untersuchungen hervor.
Fitzsimmons spielte gerne Golf und galt als guter „Vorzeigepräsident“, da er weiter unbelastet jeglicher Anschuldigungen blieb.
Trotzdem wäre er im Rahmen neuer Untersuchungen (ab 1979) über Mafiaverbindungen der Gewerkschaften („labor racketeering“) wohl doch für seine – als „Blankoscheck“ bezeichnete Geschäftsführung – juristisch zur Verantwortung gezogen worden, aber bereits ab 1980 trat eine schwere Erkrankung bei ihm auf und verhinderte eine mögliche Bestrafung.
Frank Fitzsimmons starb – sechs Jahre nach dem Verschwinden von Jimmy Hoffa – 1981 an Krebs.

## Filme
- Im Spielfilm Jimmy Hoffa aus dem Jahre 1992 stellte ihn J. T. Walsh dar.
- Im Spielfilm The Irishman von Martin Scorsese aus dem Jahre 2019 wurde er von Gary Basaraba gespielt.